# Čedžu (město)
Čedžu je město v Jižní Koreji. Nachází se na ostrově Čedžu a zároveň je to hlavní město stejnojmenné provincie. Katastr města zabírá celou severní polovinu ostrova a zahrnuje i souostroví Čchudža několik desítek kilometrů severně od hlavního ostrova. Žije zde více než 400 000 obyvatel. Klima je zde vzhledem k jižní poloze ostrova subtropické a město proto slouží jako turistický resort, nachází se zde mnoho hotelů a kasin. Každoročně město navštíví přes 4 miliony turistů z Jižní Koreje, Japonska a Číny.
Zdejší mezinárodní letiště Čedžu ležící na pobřeží severozápadně od centra města je druhým nejrušnějším letištěm v Jižní Koreji.

## Partnerská města
- Arakawa, Japonsko
- Beppu, Japonsko
- Chun-čchun, Čínská lidová republika
- Jang-čou, Čínská lidová republika
- Kchun-šan, Čínská lidová republika
- Kuej-lin, Čínská lidová republika
- Laj-čou, Čínská lidová republika
- Loreley, Německo
- Rouen, Francie
- Sanda, Japonsko
- Santa Rosa, USA
- Wakajama, Japonsko